# 百瀬孝
百瀬 孝（ももせ たかし、1938年 - ）は、日本の福祉学・歴史学者。
栃木県生まれ。1962年東京大学教育学部教育学科卒業、八幡製鐵（現日本製鉄）株式會社入社、1994年退職。仙台大学教授、群馬医療福祉大学教授、早稲田大学現代政治経済研究所特別研究員を歴任。

## 著書
- 『事典昭和戦前期の日本 制度と実態』吉川弘文館 1990　ISBN　9784642036191
- 『事典昭和戦後期の日本 占領と改革』吉川弘文館 1995、ISBN　9784642036580、オンデマンド版、2020、ISBN　9784642736589
- 『日本福祉制度史 古代から現代まで』ミネルヴァ書房 Minerva福祉ライブラリー 1997　ISBN　4623028003
- 『日本老人福祉史』中央法規出版1997　ISBN　9784805816592
- 『内務省 名門官庁はなぜ解体されたか』PHP新書 2001　ISBN　4569615902
- 『「社会福祉」の成立 解釈の変遷と定着過程』ミネルヴァ書房 Minerva社会福祉叢書 2002　ISBN　4623035506
- 『緊急生活援護事業の研究 1945～46』私家版、2006
- 『史料検証日本の領土』伊藤隆監修 河出書房新社 2010　ISBN　9784309225302

### 共編著・監修
- 『介護支援サービスと介護保険』和田謙一郎 編著代表 建帛社 1999
- 『ケアマネジメント 社会資源の活用と介護支援サービス』 建帛社 2002

和田謙一郎編著代表、秋山美栄子・川口龍哉・武田聡子・西岡修・西口宏美・守本友美・吉永美佐子・梓川一・北見美智子共著
- 『戦後の日本を知っていますか? 占領軍の日本支配と教化』監修 昭和研究グループ著 はまの出版 2007
- 『戦前の日本を知っていますか? しくみから読み解く昔の日本』監修 昭和研究グループ著 はまの出版 2007
- 『戦前期領土問題資料集』全5巻 編 クレス出版 2013